# Seleção Colombiana de Rugby Sevens Feminino
A Seleção Colombiana de rugby sevens representa a Colômbia nos torneios de rugby sevens. A equipe é governada pela Federación Colombiana de Rugby e compete pela Série Mundial Feminina de Rugby Sevens, Copa do Mundo de Rugby Sevens, Jogos Olímpicos e Jogos Pan-americanos.

## História
A nível regional é uma das seleções mais bem sucedidas da Sudamérica Rugby, disputou todas as edições do Campeonato Sul-Americano de Rugby Sevens em que levantou a taça em 2015, já havia chegado à final em três ocasiões e em todas elas perderam para o Brasil, que nunca conseguiram derrotar.
A nível internacional, em 2015, venceu invicta o Sul-Americano de Sevens, classificando-se diretamente para os Jogos Olímpicos de Verão de 2016. Sua maior conquista é a medalha de bronze conquistada nos Jogos Pan-Americanos de 2019. A Colômbia ficou em segundo lugar no Torneio de Qualificação Olímpica de 2019, o que lhe valeu uma vaga no torneio de qualificação final, mas foram eliminadas nas semifinais das eliminatórias no Torneio Final de Qualificação Olímpica de 2020 pela França. A equipe se classificou para sua primeira Copa do Mundo de Sevens depois de terminar como vice-campeã no Sul-Americano de 2021.

## Desempenho

### Jogos Olímpicos
| 2016  | Fase de grupos     | 12                 | 5                  | 0                  | 0                  | 5                  |
| 2020  | Não se classificou | Não se classificou | Não se classificou | Não se classificou | Não se classificou | Não se classificou |
| 2024  | Não se classificou | Não se classificou | Não se classificou | Não se classificou | Não se classificou | Não se classificou |
| Total | 0 títulos          | 0/3                | 5                  | 0                  | 0                  | 5                  |

### Copa do Mundo
| 2009  | Não se classificou | Não se classificou | Não se classificou | Não se classificou | Não se classificou | Não se classificou |
| 2013  | Não se classificou | Não se classificou | Não se classificou | Não se classificou | Não se classificou | Não se classificou |
| 2018  | Não se classificou | Não se classificou | Não se classificou | Não se classificou | Não se classificou | Não se classificou |
| 2022  | Rodada final       | 16                 | 4                  | 0                  | 0                  | 4                  |
| Total | 0 títulos          | 0/4                | 16                 | 0                  | 0                  | 4                  |